# امیلین، ماسوویان ویوودشیپ
امیلین، ماسوویان ویوودشیپ (به لاتین: Amelin, Masovian Voivodeship) یک منطقهٔ مسکونی در لهستان است که در Gmina Krasnosielc واقع شده‌است.

## خصوصیات
امیلین ۲۲۰ نفر جمعیت دارد.